# Gazzola (Radsportteam)

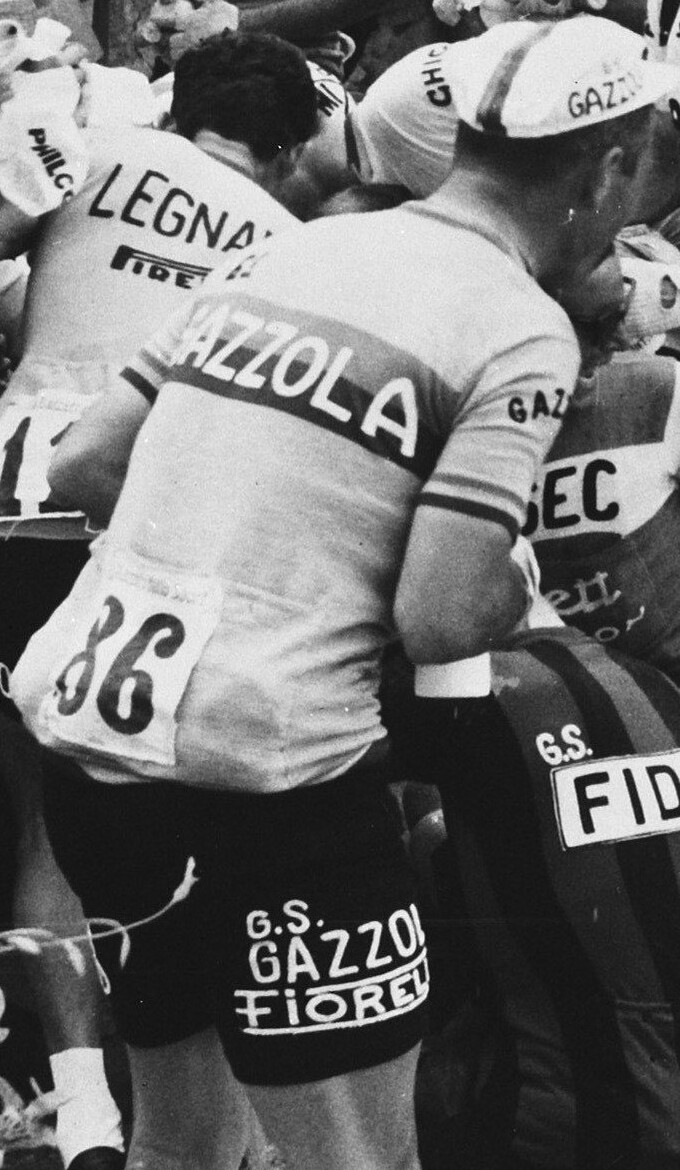
Teamtrikot beim Giro d’Italia 1961

Gazzola, Gazzola–Fiorelli oder Gazzola–Fiorelli–Hutchinson war ein italienisches professionelles Radsportteam, das von 1960 bis 1964 bestand.

## Geschichte
Das Team wurde 1960 mit Rinaldo Fiorelli als Teamchef gegründet. Neben den Siegen konnte das Team 1960 Platz 3 beim Giro del Ticino, Platz 5 beim Gran Premio Industria e Commercio di Prato, achte Plätze bei Genua-Rom und dem Giro di Campania. Im Folgejahr wurde Platz bei Mailand–Turin, vierte Plätze beim Giro d’Italia und der Tour de Romandie sowie Platz 5 beim Grand Prix du Locle erwirkt. 1962 konnte das Team neben Etappensiege bei der Tour de France und beim Giro d’Italia dritte Plätze bei den schweizerischen Meisterschaften im Straßenrennen und bei Mailand–Turin erreichen. 1963 wurde zweite Plätze beim Giro della Provincia di Reggio Calabria und der Tre Valli Varesine sowie Platz 3 beim Giro del Piemonte erzielt. Neben den Siegen gelang dem Team zweite Plätze beim Giro della Provincia di Reggio Calabria und der Coppa Bernocchi, dritte Plätze bei Mailand–Turin und beim Giro del Piemonte sowie Platz 5 beim Gran Premio Industria e Commercio di Prato und Platz 11 beim Giro d’Italia. Ende der Saison 1964 löste sich das Team auf.
Hauptsponsor war der gleichnamige italienische Pasta-Hersteller aus Mondovì. Von 1960 bis 1962 war ein italienischer Radhersteller Co-Sponsor.

## Erfolge
1960
- eine Etappe Giro d’Italia
- zwei Etappen Deutschland-Rundfahrt
- Mailand–Vignola
- Giro del Ticino
- Grand Prix du Locle
- Deutscher Meisterr – Straßenrennen

1961
- eine Etappe Giro d’Italia
- Gesamtwertung und zwei Etappen Luxemburg-Rundfahrt
- Vier-Kantone-Rundfahrt
- eine Etappe Deutschland-Rundfahrt

1962
- eine Etappe Tour de France
- zwei Etappen Tour de Suisse
- Coppa Sabatini
- Luxemburgischer Meister – Straßenrennen

1963
- Mailand–Turin
- Coppa Sabatini

1964
- Tre Valli Varesine
- Giro dell’Appennino
- Giro del Ticino
- eine Etappe Tour de Romandie
- eine Etappe Giro di Sardegna

## Weitere Ergebnisse
| Grand Tour         | 1960 | 1961 | 1962 | 1963 | 1964 |
| ------------------ | ---- | ---- | ---- | ---- | ---- |
| Giro d’ItaliaGiro  | 14   | 4    | 19   | 12   | 11   |
| Tour de FranceTour | –    | –    | 9    | –    | –    |

| Monument            | 1960 | 1961 | 1962 | 1963 | 1964 |
| ------------------- | ---- | ---- | ---- | ---- | ---- |
| Mailand–Sanremo     | 14   | 69   | 13   | 61   | 86   |
| Paris–Roubaix       | 47   | –    | 27   | –    | 50   |
| Lombardei-Rundfahrt | –    | –    | 32   | 9    | 10   |

## Bekannte ehemalige Fahrer
- Hennes Junkermann (1960–1961)
- Alessandro Fantini (1960–1961)
- Arigo Padovan (1960–1962)
- Charly Gaul (1961–1962)
- Dino Bruni (1962–1964)
- Alfredo Sabbadin (1962+1964)
- Franco Cribiori (1963–1964)
- Luigi Mele (1961–1964)